# NASCAR Racing
La serie de videojuegos NASCAR Racing, desarrollados por Papyrus, se inició en 1994 y finalizó con el lanzamiento de NASCAR Racing 2003 Season en 2003. Luego los juegos NASCAR fueron lanzados por Electronics Arts quién, a través de su marca EA Sports, tomó la licencia oficial NASCAR. Este artículo trata sobre el primer juego de la serie original, NASCAR Racing.
NASCAR Racing fue lanzado en 1994 para DOS. Contaba con más de 25 de los 40 pilotos regulares en la temporada 1994 de la NASCAR Winston Cup. Ausencias notables incluían a Dale Earnhardt (quién ganaría la Winston Cup ese año), Bill Elliott, Dale Jarrett, Kyle Petty y Darrell Waltrip, a pesar de que su hermano, Michael, fue incluido.
El juego permite al jugador correr con hasta otros 38 coches (32 en pistas más cortas como Bristol y Martinsville) y también ofrece acción multijugador mediante enlaces directos (un ordenador conectado a otro vía LAN) y también a través de un sistema en línea propiedad de Papyrus llamado Hawái.
La versión de CD-ROM del juego también ofrecía un modo gráfico SVGA qué era accesible a través del símbolo del sistema (mediante el comando "nascar -h"), pero era demasiado exigente para muchos de los ordenadores de la época, mayoritariamente 486 y los primeros Pentium. Una versión acelerada por hardware fue más tarde creada y entregada con la tarjeta de vídeo Matrox Millennium.
Papyrus produjo una pista de Daytona sólo para uso exclusivo de los fan de los juegos de simulación en el museo Daytona USA.

## Realismo
El daño fue modelado realisticamente, pero podía ser desactivado para hacer al coche del jugador indestructible. El efecto del accidente varía dependiendo de la severidad del mismo. Impactos menores no tienen efecto. Los impactos más duros pueden causar daño a la chapa de la carrocería, lo que hace daño a la aerodinámica y puede causar sobrecalentamiento del motor. Un capó dañado también puede hacer difícil al jugador ver la pista. Los impactos duros averiarán una rueda o incluso el motor. El daño puede ser reparado en el pit stop, excepto motores estallados qué no es reparable. La chapa de la carrocería averiada se sustituye, haciendo una reparación imperfecta con la aerodinámica deteriorada.
La sensibilidad del vehículo a los impactos fue aumentada en un parche del juego. En el archivo readme incluido en el parche, Papyrus explicó que la motivación primaria para este cambio era el modo multijugador, donde los jugadores violentos anteriormente habían sido capaces de conseguir tiempos de vuelta más rápidos por golpear intencionadamente los muros.
Las reparaciones requieren una cantidad considerable de tiempo (generalmente 1 minuto o más) para completarlas. Esto combinado con el rendimiento deteriorado significa que aquellos vehículos averiados no competirán por la victoria, pero pueden todavía correr por los puntos qué acumularan en la clasificación de la temporada. Este juego utiliza un sistema de puntuación similar a lo que NASCAR utilizaba en esa época, donde todas las posiciones ganan un número variable de puntos.
El motor fallará si se pasa de vueltas, y también puede fallar por sobrecalentamiento (pero ese escenario es raro).
Las banderas amarillas también pueden ser desactivadas y los jugadores pueden correr cualquier distancia de carrera que ellos escojan. La velocidad de los adversarios por ordenador es también ajustable, proporcionando una carrera competitiva para jugadores con distinto nivel de habilidad.
Como se señaló anteriormente, el juego contenía muchos conductores de la vida real. Esto estaba en marcado contraste con las primeras versiones, que por lo general aparece una sola personalidad en la vida real y un grupo de conductores de ficción. El juego también fue el primer simulador de carreras de autos stock en incluir patrocinadores reales en sus respectivos coches. Se eliminaron los patrocinadores de alcohol y tabaco, pero configuraciones alternativas de los aficionados restauraron muchos de estos.
NASCAR Racing también dio a los jugadores la capacidad de configurar su coche de una manera realista, ajustando la altura del spoiler delantero, el ángulo del trasero, el desarrollo de las marchas, amortiguadores, presiones de neumático, cambers y más. El manual de juego original explica el efecto de estos parámetros.
La física de la conducción está modelada de manera realista en el juego. Las variables ajustables tienen un efecto significativo sobre el manejo, y los neumáticos agarran de manera diferente dependiendo del desgaste y la temperatura.
Los neumáticos están modelados con mucho detalle. El juego mantiene un registro de 3 temperaturas para cada neumático, reflejando temperaturas en el centro, interior, y bordes exteriores. Numerosas variables pueden influir en las temperaturas del neumático. Por ejemplo, una presión baja del neumático tenderá a calentar más en los bordes que el centro. Una configuración de camber incorrecta puede causar que un borde se caliente más que el otro. Las temperaturas son también influidas por muchos otros factores como distribución de peso, convergencia, comportamiento del conductor, y las características de las curvas del circuito. Los neumáticos en el juego actúan óptimamente en temperaturas elevadas, pero si se calientan excesivamente este efecto se pierde. El jugador puede ver las temperaturas de los neumáticos actuales utilizando un comando del teclado.
Los jugadores dedicados pueden gastar una gran cantidad de tiempo en optimizar la configuración del coche para lograr el mejor rendimiento en una pista de carreras en particular. Este proceso de prueba se realiza normalmente utilizando el modo de juego Practice o Testing. La configuración del jugador se puede grabar en disco para cargarla en el futuro, y el juego también proporciona unas cuantas configuraciones prefijadas para cada pista.
Los vehículos no pueden alzarse al aire. El sistema gráfico siempre los muestra con las 4 ruedas en el suelo, a pesar de que el sistema físico puede atribuir a las ruedas cantidades variables de carga (resultando potencialmente en ninguna tracción).
El efecto Doppler está simulado. Los vehículos que se acercan con una velocidad relativa alta emiten un sonido de motor de frecuencia más alto, el cual cambiará a una frecuencia más baja cuando pasan.

## Personalización
Un programa separado llamado Paintkit fue incluido con NASCAR Racing, el cual permitía a los usuarios diseñar sus propios coches de carrera e importarlos al juego. Así pues, los jugadores podían cambiar el tipo de coche (Chevrolet Lumina, Ford Thunderbird o Pontiac Grand Prix) y la marca de los neumáticos utilizados (Goodyear o Hoosier).

## Banda sonora
El excorredor que se convirtió en locutor, Ned Jarrett prestó su voz a la secuencia inicial del juego, diciendo, "Soy Ned Jarrett. Desde Papyrus, esto es NASCAR Racing. (I'm Ned Jarret. From Papyrus, this is NASCAR Racing.)" Estas eran las únicas palabras que se oyen en el juego ya que no había comentarios de carrera o comunicaciones del jefe de equipo. La música para el juego fue proporcionada por miembros de Skid Row, incluyendo al bajista Rachel Bolan quién también aparecido en el juego como conductor de un coche #00 verde y morado con las letras "RB" en el capó.

## Modificaciones
Muchos mods estuvieron disponible a través de varios sitios web, incluyendo actualizaciones de las temporadas NASCAR y de los vehículos, los coches Rolex 24 Hour (con 3 variantes), temporadas clásicas NASCAR, Touring Cars y más. Los usuarios crearon versiones de Daytona Int'l Speedway, Las Vegas Motor Speedway y de Texas Motor Speedway - editado de las versiones producidas por Papyrus para versiones posteriores de NASCAR Racing como NASCAR 3 - para uso en NASCAR 2. Numerosas utilidades fueron desarrolladas para NASCAR Rancing también, incluyendo un editor de IA, editores de temporadas y editores de circuitos.